# Timoria
I Timoria sono stati un gruppo musicale rock alternativo italiano, formato nel 1985 a Brescia.

## Storia

### Gli esordi (1985-1989)
Il gruppo, originariamente chiamato Sigma Six, viene fondato dal chitarrista Omar Pedrini, all'epoca studente del Liceo ginnasio statale Arnaldo nonché compagno di classe del bassista Carlo Alberto Pellegrini, dal tastierista Enrico Ghedi e dal batterista Diego Galeri. Dopo aver cambiato nome in Precious Time, nel 1986 il gruppo partecipò al concorso musicale Deskomusic, trionfando alla serata finale, oltre a vincere il Rock Targato Italia, una rassegna nazionale per gruppi emergenti. Grazie alle vittorie, il gruppo ottenne un provino con la PolyGram e cambiò successivamente nome in Timoria, parola derivata dal greco antico, in cui τιμωρια significa aiuto ma anche vendetta:
(Omar Pedrini)
Ai cambi di nome si accompagnano quelli nella formazione: inizialmente il ruolo di bassista viene ricoperto da Pietro Paolo Pettenadu e, successivamente, da Davide Cavallaro, a cui Carlo Alberto Pellegrini subentrerà solo in un secondo momento. Si aggiunge per ultimo il cantante Francesco Renga.
Nel 1988 uscì la prima pubblicazione ufficiale del gruppo, l'EP Macchine e dollari.

### I primi album (1990-1992)
Nell'aprile del 1990 viene dato alle stampe l'album di debutto Colori che esplodono, prodotto da Gianni Maroccolo. Il titolo dell'album è un omaggio di Pedrini verso i grandi artisti del passato come Van Gogh, Kandinskij e Musorgskij, che hanno esaltato lo stretto legame tra le varie espressioni artistiche. Dall'album viene estratto il singolo Milano (non è l'America) di cui viene realizzato il primo video musicale corredato da immagini inedite di Wim Wenders.
Nel 1991 il gruppo partecipa al Festival di Sanremo nella sezione "Novità" con L'uomo che ride. Pur venendo eliminati già nel corso della seconda serata, i Timoria vincono il Premio della Critica riservato ai partecipanti della sezione. L'uomo che ride viene inserita nel secondo album del gruppo, Ritmo e dolore, che esce nel marzo dello stesso anno e vede nuovamente Maroccolo alla produzione.
All'inizio del 1992 i Timoria cambiano manager e subentra Angelo Carrara, famoso in quel periodo per la sua collaborazione con Luciano Ligabue. Nel maggio dello stesso anno esce il terzo album della band, Storie per vivere, ripubblicato poco dopo con l'aggiunta di Male non farà, una canzone firmata proprio da Ligabue, che decide di portare il quintetto di Brescia come gruppo spalla nel suo Lambrusco, coltelli, rose & popcorn Tour.

### Il successo (1993-1997)

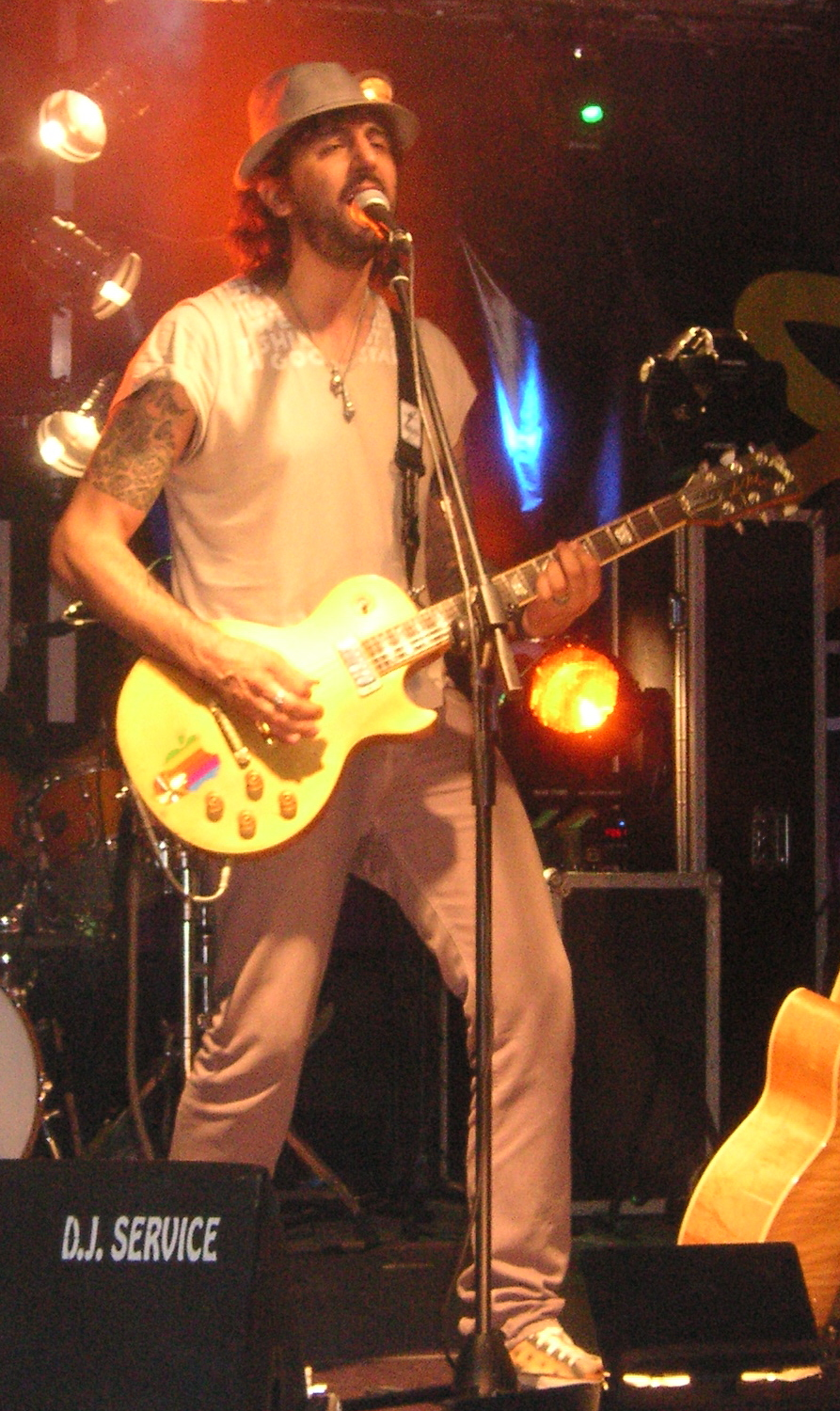
Omar Pedrini: leader e chitarrista della band

Nel 1993 esce Viaggio senza vento, un concept album incentrato sul viaggio metaforico di un ipotetico Joe, frutto di collaborazioni con artisti del calibro di Eugenio Finardi, Mauro Pagani e Candelo Cabezas. Il gruppo si aggiudica il primo disco d'oro della sua carriera, grazie a oltre 50 000 copie vendute in meno di un anno; molto successo ottengono soprattutto i singoli Senza vento e Sangue impazzito.
Il 7 luglio 1994 i Timoria si esibiscono al festival rock italiano Sonoria, sullo stesso palco di Sepultura, Helmet, Aerosmith e Whitesnake, e al termine dell'anno cominciano a lavorare sul quinto album. Intitolato 2020 SpeedBall, il disco è uscito nel marzo 1995 ed è un concept album incentrato sul futuro (fissato da Pedrini nel 2020); la copertina ritrae una siringa che inietta eroina in un'arancia: una denuncia allo sfrenato sfruttamento delle risorse della Terra, ma anche al forte consumo di droga pesante; il disco tratta anche l'avvento di Internet e dei pericoli che può comportare. I Timoria riconfermano il successo del disco precedente, ottenendo il loro secondo disco d'oro per le vendite, e questo permette loro di esibirsi anche in Belgio, Svizzera, Germania e Francia. Una delle date del tour, quella al Rolling Stone di Milano del 18 dicembre 1995, viene ripresa e registrata quasi integralmente, e finisce nell'album video Timoria 1985-1995, uscito nel 1996. Il gruppo viene inoltre chiamato a partecipare al Tributo ad Augusto, lo scomparso leader dei Nomadi, per il quale incide la classica Io vagabondo insieme a Gianna Nannini. Nel luglio 1996 Omar Pedrini pubblica Beatnik - Il ragazzo tatuato di Birkenhead, suo primo album solista dove suonano tutti i membri dei Timoria ad eccezione di Renga
Nel febbraio 1997 è stata la volta del sesto album Eta Beta, che vede la partecipazione di ospiti come Leon Mobley (Ben Harper), Dave Fuczinsky (John Zorn, Freak Power) e Luca "'O Zulù" Persico dei 99 Posse. Presente nell'album anche un riferimento alla Francia, grazie alla presenza nell'album di un brano cantato in francese intitolato Europanic e di una cover di Zobi La Mouche de Les Négresses Vertes. Segue un lungo tour, che parte ad aprile e finisce a novembre, e segna l'ingresso nella band del percussionista Filippo "Pippo" Ummarino. In agosto, durante una pausa del tour, i Timoria collaborano con Antonella Ruggiero alla realizzazione di due brani per il suo album Registrazioni moderne: Ti sento e C'è tutto un mondo intorno.

### L'abbandono di Renga e gli ultimi anni (1998-2003)
Nel 1998 Francesco Renga decide di lasciare il gruppo. Prima di abbandonare partecipa alla pubblicazione della raccolta Senzatempo (dieci anni) che celebra i 10 anni di carriera della band bresciana proponendo i classici del gruppo accanto a brani in versione dal vivo o pezzi meno conosciuti. Renga compare per l'ultima volta come voce nei due inediti Cuore mio, per cui viene prodotto un videoclip raccogliente i migliori momenti della prima formazione dei Timoria, e Terra senza eroi; gli subentra, nella duplice veste di cantante e chitarrista, Sasha Torrisi.
Tra il 5 e il 7 giugno 1998 Omar Pedrini è impegnato in qualità di direttore artistico nell'organizzazione del Brescia Music Art, evento lungo tre giorni incentrato su musica, pittura, scrittura, poesia e installazioni video che porta nel capoluogo lombardo svariati artisti, tra cui 883, Jovanotti, CSI, Alberto Fortis, Mark Kostabi, Emidio Clementi, Enrico Ruggeri, Madaski, Daniele Silvestri e Marco Lodola; proprio con Lodola, Pedrini intraprende una collaborazione artistica culminata nel laboratorio artistico Lodolandia (uno spazio ricavato all'interno di un'ex-fabbrica di Pavia), dove i Timoria realizzano buona parte di 1999, album pubblicato il 28 gennaio 1999 e la cui copertina mostra una scultura ad hoc di Lodola, ovvero un cavallo di vetro colorato. Nel mese di marzo incominciano un nuovo tour che culmina, dopo più di ottanta concerti, il 31 dicembre in Piazza della Loggia a Brescia con un concerto per il nuovo millennio.
Nel 2001, dopo un anno di pausa, viene pubblicato El Topo Grand Hotel, decimo lavoro del gruppo e loro terzo concept album (il disco riprende le peripezie di Joe iniziate in Viaggio senza vento). L'album vede la partecipazione degli Articolo 31, nella canzone Mexico. I Timoria tornano al grande successo, ottenendo il loro terzo e ultimo disco d'oro in carriera.
Nel 2002 i Timoria partecipano per la seconda volta, stavolta nella categoria Big, al Festival di Sanremo con il brano Casa mia, classificatasi all'ultimo posto e inserita nell'album Un Aldo qualunque sul treno magico, uscito il 5 aprile dello stesso anno e che funge da colonna sonora al film Un Aldo qualunque del regista Dario Migliardi.
Poco dopo il gruppo si congeda con un doppio CD album dal vivo nel 2003 dal titolo Timoria Live - Generazione Senza Vento, registrato durante i tour di promozione di El Topo Grand Hotel e Un Aldo qualunque sul treno magico.

### Dopo lo scioglimento
Realizzando immediatamente un album dal titolo In testa, alcuni componenti della band, precisamente Diego Galeri e Carlo Alberto "Illorca" Pellegrini, formano i Miura, un progetto del quale fanno parte Killa (ex-chitarrista degli Alligator e degli Zona) e Jack (cantante alla prima esperienza in una band). Nel settembre 2004 i due rimangono però coinvolti in un incidente stradale causato da un ragazzo senza patente, in seguito al quale Pellegrini subisce gravi lesioni cerebrali, perdendo la memoria a breve termine e rimanendo costretto su una sedia a rotelle, terminando di fatto così la propria carriera musicale.
Nel frattempo Pedrini inizia una carriera da solista che lo vede impegnato anche come conduttore televisivo di alcuni programmi incentrati su musica e gastronomia; il 7 giugno 2009, per la prima volta dall'uscita di Francesco Renga dai Timoria e dopo oltre 10 anni di incomprensioni, quest'ultimo e Pedrini si sono ritrovati sullo stesso palco a Brescia, in occasione della serata di beneficenza "smAIL - Brescia insieme per AIL", dove hanno cantato insieme il brano Sangue impazzito; il duetto viene ripetuto il 19 aprile 2011 nel corso di un concerto di Francesco Renga al Teatro Creberg di Bergamo. In un'intervista del luglio 2012 Renga dichiara di essere in contatto con Pedrini e di stare provando «a fare qualcosa insieme», tuttavia la reunion del gruppo non si concretizza.
Nell'ottobre del 2018 è stata pubblicata la versione rimasterizzata dell'album Viaggio senza vento, con l'aggiunta delle versioni demo di alcuni brani, di una cover di I Can't Explain degli Who e di un inedito, Angel, registrato tra il 1993 e il 1994 e scartato dalla lista tracce di 2020 SpeedBall.

## Formazione
Ultima
- Omar Pedrini – voce, chitarra (1986-2003)
- Diego Galeri – batteria (1986-2003)
- Enrico Ghedi – tastiera, voce (1986-2002)
- Carlo Alberto 'Illorca' Pellegrini – basso, voce (1988-2003)
- Pippo Ummarino – percussioni (1997-2003)
- Sasha Torrisi – voce e chitarre (1998-2003)

### Ex componenti
- Francesco Renga – voce (1986-1998)
- Enrico Donelli – chitarra (1986)
- Pietro Paolo Pettenadu – basso (1986-1987)
- Davide Cavallaro – basso (1987-1988)

Turnisti
- Marco Tiberti – sassofono (1986)[27]
- Roberto Bandello – tastiera (1987-1988)[27]
- Umberto Iervolino – tastiera (1988)

## Discografia

### Album in studio
- 1990 – Colori che esplodono
- 1991 – Ritmo e dolore
- 1992 – Storie per vivere
- 1993 – Viaggio senza vento
- 1995 – 2020 SpeedBall
- 1997 – Eta Beta
- 1999 – 1999
- 2001 – El Topo Grand Hotel
- 2002 – Un Aldo qualunque sul treno magico

### Album dal vivo
- 2003 – Timoria live: generazione senza vento

### Raccolte
- 1998 – Senzatempo (dieci anni)
- 2007 – Ora e per sempre

### EP
- 1988 – Macchine e dollari

### Singoli
- 1987 – Signor no/Richiamo elettrico
- 1989 – Non sei più tu
- 1989 – Walking My Way
- 1990 – Milano (non è l'America)
- 1991 – L'uomo che ride
- 1991 – Jugendflucht
- 1991 – Nata dal cuore
- 1992 – Storie per sopravvivere
- 1992 – Atti osceni
- 1992 – Male non farà (cover di Ligabue)
- 1993 – Senza vento
- 1993 – Sangue impazzito
- 1993 – Piove
- 1995 – 2020
- 1995 – Senza far rumore
- 1995 – Sudamerica
- 1997 – Bella bambola
- 1997 – Vola piano
- 1997 – Sudeuropa
- 1997 – Fioriscono
- 1998 – Cuore mio
- 1999 – Deserto
- 1999 – Ora e per sempre
- 1999 – È così facile
- 1999 – Un volo splendido
- 2001 – Sole spento
- 2001 – Mexico (con gli Articolo 31)
- 2001 – Mandami un messaggio
- 2002 – Casamia
- 2002 – Treno magico
- 2003 – Un altro giorno (senza te)
- 2018 – Angel

## Videografia

### Album video
- 1996 – Timoria 1985-1995
- 2004 – Video viaggio